# ملصق شوشينشا

ملصق شوشينشا.

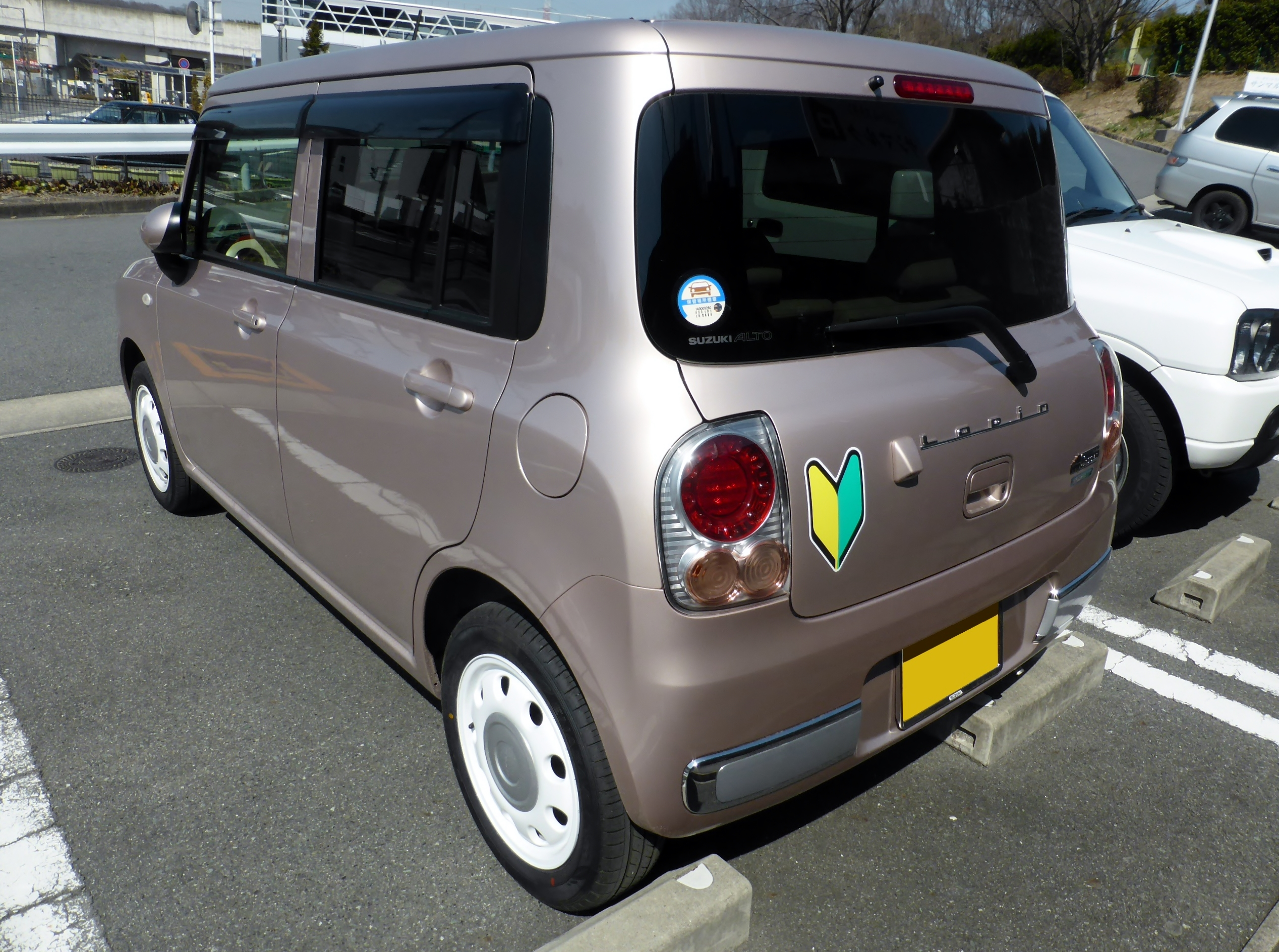
ملصق شوشينشا على سيارة.

ملصق شوشينشا (باليابانية: 初心者マーク) أو ملصق واكابا (باليابانية: 若葉マーク)، رسميًا ملصق السائقين المبتدئين (باليابانية: 初心運転者標識)، هو رمز على شكل حرف V باللونين الأخضر والأصفر يجب على السائقين المبتدئين في اليابان عرضه في الأماكن المخصصة في مقدمة ومؤخرة سياراتهم لمدة عام واحد بعد حصولهم على رخصة القيادة. يجوز للسائقين الذين يعتبرون أنفسهم مبتدئين الاستمرار في عرض العلامة، حتى بعد مرور فترة عام. مثل "ملصق كوريشا" الذي يدل على السائقين المسنين، فإن علامة شوشينشا مصممة لتحذير السائقين الآخرين من أن السائق الذي يحمل العلامة ليس ماهرًا جدًا، إما بسبب قلة الخبرة أو الشيخوخة. وجود هذا الملصق إلزامي، وعدم الالتزام قد يعرّض السائق لغرامات قانونية.
يوجد إيموجي (🔰) يمثل الملصق. وفي الترميز الموحد يحمل الملصق الرمز U+1F530.
في اليابان، تُستخدم علامة شوشينشا أيضًا خارج سياق القيادة للإشارة إلى حالة المبتدئين. في توتشيغي، على سبيل المثال، يتم إصدار بطاقة للأمهات الجدد عليها العلامة للإشارة إلى مستوى خبرتهن لموظفي دعم الصحة ورعاية الأطفال. قد يحمل الموظفون الجدد في الشركات العلامة أيضًا على شارات أسمائهم حتى يصبحوا أكثر خبرة. في ألعاب الفيديو، ترتبط بالدروس التعليمية واللاعبين الجدد. في أنمي الملازم كيرو، لدى الشخصية تاماما علامة شوشينشا معكوسة على قبعته وبطنه.

## اقرأ أيضا
- ملصق كوريشا